# Voigt-Profil

Verschiedene Voigt-Profile jeweils mit Halbwertsbreite 2. Spezialfälle sind die Lorentz-Kurve (blau) und die Gauß-Kurve (grün).

Unter dem Voigt-Profil oder auch der Voigtfunktion (nach Woldemar Voigt) versteht man die Faltung einer Gauß-Kurve {\displaystyle G(x)} mit einer Lorentz-Kurve {\displaystyle L(x)}.

## Mathematische Beschreibung
{\displaystyle V(x;\sigma ,\gamma )=(G*L)(x)=\int G(\tau )L(x-\tau )d\tau }
{\displaystyle G(x;\sigma )={\frac {e^{-x^{2}/(2\sigma ^{2})}}{\sigma {\sqrt {2\pi }}}}}
{\displaystyle L(x;\gamma )={\frac {\gamma }{\pi (x^{2}+\gamma ^{2})}}.}
{\displaystyle \sigma } entspricht der Standardabweichung einer Gauß-Verteilung. In der Spektroskopie wird sie als Dopplerbreite bezeichnet. {\displaystyle \gamma } ist die halbe Halbwertsbreite der Lorentzverteilung, in der Spektroskopie als Druckverbreitung bekannt. Das Voigt-Profil entsteht aus der Faltung des Gauß-Profils mit dem Lorentz-Profil. Das Voigt-Profil ist wie jeweils das Gauß- und Lorentz-Profil auf 1 normiert (Fläche unter den Profilen).

## Numerische Darstellung
Für das Faltungsintegral {\displaystyle V(x)} existiert keine analytische Lösung, doch kann es als Realteil der Faddeeva-Funktion {\displaystyle w(z)} (skalierte komplexe Fehlerfunktion, Plasma-Dispersionsfunktion) ausgedrückt werden, für die hinreichend gute Näherungen verfügbar sind:
{\displaystyle V(x;\sigma ,\gamma )={\frac {\operatorname {Re} \left[w(z)\right]}{\sigma {\sqrt {2\pi }}}}.}
{\displaystyle z} ist hier definiert als
{\displaystyle z={\frac {x+i\gamma }{\sigma {\sqrt {2}}}}.}

## Die Breite des Voigt-Profils
Die Halbwertsbreite des Voigt-Profils lässt sich aus den Breiten der beteiligten Lorentz- und Gauß-Kurven bestimmen. Bekannt sind die Breiten des Gauß-Profils (fwhm: volle Breite bei halbem Maximum),
{\displaystyle f_{\mathrm {G} }={\sqrt {8\ln(2)}}\sigma ,}
und des Lorentz-Profils,
{\displaystyle f_{\mathrm {L} }=2\gamma .}
Die Breite des Voigt-Profils {\displaystyle f_{\mathrm {V} }} ist eine Funktion von {\displaystyle f_{\mathrm {G} }} und {\displaystyle f_{\mathrm {L} }}.
Die einfachste Näherung ist die symmetrische Interpolationsformel
{\displaystyle f_{\mathrm {V} }\approx {\sqrt {f_{\mathrm {G} }^{2}+f_{\mathrm {L} }^{2}}},}
die jedoch {\displaystyle f_{\mathrm {V} }} um bis zu 16 % unterschätzt.
Eine bessere Näherung ist nach Kielkopf
{\displaystyle f_{\mathrm {V} }\approx 0{,}5343f_{\mathrm {L} }+{\sqrt {0{,}2169f_{\mathrm {L} }^{2}+f_{\mathrm {G} }^{2}}}}
mit einer maximalen Abweichung von 0,023%.

## Eigenschaften
Die Voigt-Funktion ist invariant gegenüber Faltung, d. h., die Faltung einer Voigt-Funktion mit einer weiteren Voigt-Funktion ergibt wieder eine Voigt-Funktion. Die Linienbreiten des Gauß- bzw. Lorentz-Anteils ergeben sich dabei zu:
{\displaystyle f_{\mathrm {G} }^{2}=\sum _{i}{(f_{\mathrm {G} }^{2})_{i}}}
und
{\displaystyle f_{\mathrm {L} }=\sum _{i}{(f_{\mathrm {L} })_{i}}}.

## Näherung durch Pseudo-Voigt-Profil

Beim Vergleich zwischen Voigt-Profil (blau) und Pseudo-Voigt-Profil (magenta) sind kaum Unterschiede erkennbar.

Das Pseudo-Voigt-Profil (oder die Pseudo-Voigt-Funktion) ist eine Näherungsfunktion für das Voigt-Profil, bei der die Faltung durch eine Linearkombination aus Gauß- und Lorentzkurve ersetzt wird.
Es wird traditionell zur Ausgleichsrechnung von Röntgendiffraktometrie-Profilen verwendet. Seit eine effiziente und sehr genaue Implementierung der eigentlichen Voigt-Funktion zur Verfügung steht, gibt es keinen guten Grund mehr für die Verwendung dieser Näherung.
Mathematische Definition:
{\displaystyle V_{p}(x)=\eta \cdot L(x)+(1-\eta )\cdot G(x)\;}   mit   {\displaystyle 0<\eta <1}
{\displaystyle G(x)=\exp {\left[-\ln(2)\cdot \left({\frac {x-x_{0}}{w}}\right)^{2}\right]}\;}
{\displaystyle L(x)={\frac {1}{1+({\frac {x-x_{0}}{w}})^{2}}}}
Dabei ist {\displaystyle 2w} die Halbwertsbreite der Pseudo-Voigt-Funktion.

## Beispiele
Bei einem großen Verhältnis zwischen Druck- und Dopplerverbreiterung {\displaystyle \gamma /\sigma \gg 1} ist das Voigt-Profil mit dem Lorentz-Profil fast identisch. Nur unmittelbar an der Linienmitte tritt eine geringe Abrundung durch die Faltung mit der Gaußkurve auf. Liegt {\displaystyle \gamma /\sigma } bei 1, wird der zentrale Teil der Linie durch das Gauß-Profil dominiert, man spricht dann vom Dopplerkern. Außen setzt sich jedoch das viel langsamer abfallende Lorentz-Profil durch, man bezeichnet diesen Bereich als Dämpfungsflügel. Im Falle {\displaystyle \gamma /\sigma \ll 1} wird aus dem Voigt-Profil nahezu ein Gauß-Profil. Die logarithmische Darstellung (die Gaußkurve erscheint dann als Parabel) lässt jedoch erkennen, dass sehr weit von der Linienmitte entfernt immer noch das Lorentz-Profil hervortritt, allerdings dann auf sehr niedrigem Niveau.
Der Fall {\displaystyle \gamma /\sigma \gg 1} entspricht durchwegs irdischen Bedingungen, denen etwa die Spektrallinien der in der Erdatmosphäre vorhandenen Moleküle unterworfen sind. Der Fall {\displaystyle \gamma /\sigma =1} oder gar {\displaystyle \gamma /\sigma \ll 1} setzt niedrige Drücke und hohe Temperaturen voraus, wie sie zumeist für Sternatmosphären charakteristisch sind.